# Reg E. Cathey
Reginald Eurias Cathey (Huntsville, Alabama, 1958. augusztus 18. – New York, 2018. február 9.) Primetime Emmy-díjas amerikai színész.

## Élete és pályafutása
Legismertebb szerepeit televíziós sorozatokban játszotta. A Drót című drámasorozatban Norman Wilson, míg az Oz epizódjaiban Martin Querns szerepében tűnt fel. A Kártyavár című Netflix-drámasorozatban Freddy Hayes megformálásáért három egymást követő évben jelölték Primetime Emmy-díjra legjobb férfi vendégszereplő (drámasorozat) kategóriában, 2015-ben neki ítélték oda a díjat.
A 2015-ös A fantasztikus négyes című szuperhősfilmben Dr. Franklin Stormot alakította.

## Filmográfia

### Film
| Év   | Magyar cím                        | Eredeti cím                | Szerep                 | Magyar hang            |
| ---- | --------------------------------- | -------------------------- | ---------------------- | ---------------------- |
| 1988 | Fura farm                         | Funny Farm                 | riporter               |                        |
| 1988 | A szerelemhez idő kell            | Crossing Delancey          | taxisofőr              |                        |
| 1988 |                                   | Ich und er                 | pincér                 |                        |
| 1989 |                                   | Penn & Teller Get Killed   | Fan barátja            |                        |
| 1989 | Született július 4-én             | Born on the Fourth of July | szónok                 |                        |
| 1990 | Döbbenet                          | Astonished                 | Wayne                  |                        |
| 1990 | Csőre töltve                      | Loose Cannons              | Willie                 |                        |
| 1990 | Viszem a bankot                   | Quick Change               | hangelemző             |                        |
| 1991 | Isten nem ver Bobbal              | What About Bob?            | Howie Katrell          | Széles László          |
| 1994 | Tiszta őrület                     | Clean Slate                | rendőr                 |                        |
| 1994 | A Maszk                           | The Mask                   | Freeze                 | Szabó Sipos Barnabás   |
| 1994 | Végveszélyben                     | Clear and Present Danger   | főtörzsőrmester        |                        |
| 1994 | Pancserock                        | Airheads                   | Marcus                 | Sinkovits-Vitay András |
| 1994 | Pancserock                        | Airheads                   | Marcus                 | Viczián Ottó           |
| 1994 | Kemény igazság                    | The Hard Truth             | rendőr shotgunnal      |                        |
| 1995 | Napoleon – Kis kutya, nagy pácban | Napoleon                   | Frog (angol hangja)    |                        |
| 1995 | Tank Girl                         | Tank Girl'                 | Deetee                 | Haás Vander Péter      |
| 1995 | Hetedik                           | Se7en                      | Dr. Santiago           | Barabás Kiss Zoltán    |
| 1997 |                                   | Ill Gotten Gains           | Nassor                 |                        |
| 2000 | Amerikai pszichó                  | American Psycho            | hajléktalan férfi      |                        |
| 2001 | Pootie Tang                       | Pootie Tang                | Mocskos Dee            | Varga Tamás            |
| 2003 | Államfőnök                        | Head of State              | Waters rendőr          | Beratin Gábor          |
| 2003 | Halj meg, haver                   | A Good Night to Die        | Avi                    |                        |
| 2003 | S.W.A.T. – Különleges kommandó    | S.W.A.T.                   | Greg Velasquez hadnagy | Mihályi Győző          |
| 2004 | Fekete hétköznapok                | Everyday People            | Akbar                  |                        |
| 2004 | A gépész                          | The Machinist              | Jones                  | Németh Gábor           |
| 2004 |                                   | Men Without Jobs           | Mr. Morgan             |                        |
| 2004 |                                   | The Cookout                | Frank Washington       |                        |
| 2006 |                                   | 508 Nelson                 | Frank Harmon           |                        |
| 2008 | 20 évvel később                   | 20 Years After             | Samuel                 | Bolla Róbert           |
| 2008 |                                   | Patsy                      | Dr. Joshua             |                        |
| 2009 |                                   | Misunderstood (rövidfilm)  | Clifton                |                        |
| 2011 |                                   | My Last Day Without You    | Johnson lelkész        |                        |
| 2012 | Végzetes hazugságok               | Arbitrage                  | Earl Monroe            |                        |
| 2012 |                                   | The Normals                | Rodney                 |                        |
| 2012 |                                   | Sampling (rövidfilm)       | Leonard                |                        |
| 2014 |                                   | Two Men in Town            | Jones felügyelő        |                        |
| 2014 |                                   | Alex of Venice             | Walt                   |                        |
| 2014 |                                   | St. Vincent                | Gus                    |                        |
| 2015 |                                   | Nasty Baby                 | püspök                 |                        |
| 2015 |                                   | Sweet Kandy                | Curtis Coleson         |                        |
| 2015 | A fantasztikus négyes             | Fantastic Four             | Dr. Franklin Storm     | Vass Gábor             |
| 2016 | Kőkezű                            | Hands of Stone             | Don King               |                        |
| 2017 |                                   | Flock of Four              | Pope Dixon             |                        |
| 2018 |                                   | Tyrel                      | Reggie                 |                        |

### Tv-filmek
- A Doctor's Story (1984)
- Eyes of a Witness (1991)
- Fool's Fire (1992)
- És a zenekar játszik tovább… (And the Band Played On) (1993)
- Acélököl – Tyson (Tyson) (1995)
- Homicide: The Movie (2000)
- The Corner (2000)
- Bojkott (Boycott) (2001)
- Une aventure New-Yorkaise (2009)
- Banshee Origins (2014)
- Henrietta Lacks örök élete (The Immortal Life of Henrietta Lacks) (2017)

### Tv-sorozatok
- Spenser: For Hire (1987, egy epizódban)
- Square One TV (1987–1992, 24 epizódban)
- Great Performances (1990, egy epizódban)
- Star Trek: Az új nemzedék (Star Trek: The Next Generation) (1993, egy epizódban)
- Roc (1994, egy epizódban)
- Vészhelyzet (ER) (1996, egy epizódban)
- Arli$$ (1997–1998, három epizódban)
- Gyilkos utcák (Homicide: Life on the Street) (1998, egy epizódban)
- Oz (2000–2003, nyolc epizódban)
- Esküdt ellenségek: Bűnös szándék (Law & Order: Criminal Intent) (2002, egy epizódban)
- Esküdt ellenségek (Law & Order) (2004, egy epizódban)
- The Jury (2004, egy epizódban)
- Harmadik műszak (Third Watch) (2005, egy epizódban)
- Drót (The Wire) (2006–2008, 23 epizódban)
- 20 évvel később (20 Years After) (2008)
- Esküdt ellenségek: Különleges ügyosztály (Law & Order: Special Victims Unit) (2008–2013, öt epizódban)
- A stúdió (30 Rock) (2010, egy epizódban)
- Lights Out (2011, 12 epizódban)
- A célszemély (Person of Interest) (2012, két epizódban)
- Grimm (2013, három epizódban)
- Kártyavár (House of Cards) (2013–2016, 15 epizódban)
- Banshee (2014, két epizódban)
- The Divide – Az  ítélet ára (The Divide) (2014, öt epizódban)
- A férjem védelmében (The Good Wife) (2015, egy epizódban)
- Neon Joe, Werewolf Hunter (2015, két epizódban)
- Feketelista (The Blacklist) (2016, egy epizódban)
- Horace and Pete (2016, két epizódban)
- Amynek áll a világ (Inside Amy Schumer) (2016, két epizódban)
- Outcast (2016–2017, 20 epizódban)

## Díjak és jelölések
| Év   | Díj                | Kategória                                   | Jelölt mű | Eredmény | Ref.  |
| ---- | ------------------ | ------------------------------------------- | --------- | -------- | ----- |
| 2014 | Primetime Emmy-díj | legjobb férfi vendégszereplő (drámasorozat) | Kártyavár | Jelölve  | [ 5 ] |
| 2015 | Primetime Emmy-díj | legjobb férfi vendégszereplő (drámasorozat) | Kártyavár | Elnyerte | [ 5 ] |
| 2016 | Primetime Emmy-díj | legjobb férfi vendégszereplő (drámasorozat) | Kártyavár | Jelölve  | [ 5 ] |